# Liste der Monuments historiques in Collonges-la-Rouge
Die Liste der Monuments historiques in Collonges-la-Rouge führt die Monuments historiques in der französischen Gemeinde Collonges-la-Rouge auf.

## Liste der Bauwerke
| Bezeichnung                | Beschreibung | Standort                      | Kennzeichnung | Schutzstatus   | Datum     | Bild |
| -------------------------- | ------------ | ----------------------------- | ------------- | -------------- | --------- | ---- |
| Rathaus                    |              | (Lage)                        | PA00099726    | Inscrit        | 1951      |      |
| Schloss Beauregard         |              | Beauregard (Lage)             | PA00099718    | Inscrit        | 1926      |      |
| Schloss Benge              |              | (Lage)                        | PA00099964    | Classé         | 1953 1954 |      |
| Schloss Martret            |              | Le Martret (Lage)             | PA00099719    | Classé         | 1951      |      |
| Schloss Maussac            |              | (Lage)                        | PA00099720    | Inscrit        | 1926      |      |
| Passionskreuz              |              | Place du Prieuré (Lage)       | PA00099721    | Inscrit        | 1932      |      |
| Kirche Saint-Pierre        |              | (Lage)                        | PA00099722    | Classé         | 1905      |      |
| Ortsbefestigung            |              | (Lage)                        | PA00099723    | Inscrit Classé | 1929 1933 |      |
| Markthalle                 |              | (Lage)                        | PA00099724    | Inscrit        | 1987      |      |
| Hôtel Beaurival            |              | Rue de la Barrière (Lage)     | PA00099725    | Inscrit        | 1926      |      |
| Haus                       |              | Place de la Halle (Lage)      | PA00099739    | Inscrit        | 1951      |      |
| Haus (16. Jahrhundert)     |              | (Lage)                        | PA00099727    | Inscrit        | 1929      |      |
| Maison Bonyt               |              | Rue de la Barrière (Lage)     | PA00099734    | Inscrit        | 1951      |      |
| Maison Boutang du Peyrat   |              | Rue de la Barrière (Lage)     | PA00099733    | Inscrit        | 1951      |      |
| Maison Dey                 |              | 10 rue de la Barrière (Lage)  | PA00099735    | Inscrit        | 1951      |      |
| Maison Ramade de la Serre  |              | Place de la Fontaine (Lage)   | PA00099738    | Inscrit        | 1951      |      |
| Maison du Docteur Faige    |              | Rue de la Barrière (Lage)     | PA00099736    | Inscrit        | 1951      |      |
| Maison Julliot             |              | Rue de la Barrière (Lage)     | PA00099737    | Inscrit        | 1951      |      |
| Maison Poignet             |              |                               | PA00099728    | Classé         | 1954      |      |
| Maison Salvant et Vallat   |              | Rue de la Garde (Lage)        | PA00099729    | Inscrit        | 1951      |      |
| Maison de la Sirène        |              | (Lage)                        | PA00099730    | Classé Inscrit | 1949 2011 |      |
| Maison des Sœurs           |              | Rue Noire (Lage)              | PA00099731    | Inscrit        | 1951      |      |
| Manoir de Beauvirie        |              | (Lage)                        | PA00099740    | Inscrit        | 1929      |      |
| Manoir de Vassinhac        |              | Rue de la Garde (Lage)        | PA00099741    | Classé         | 1932      |      |
| Priorat                    |              | Place Marcel-Lapetitié (Lage) | PA00099742    | Inscrit        | 1951      |      |
| Tribunal de la Châtellerie |              | (Lage)                        | PA00099743    | Classé         | 1978      |      |

## Liste der Objekte
- Monuments historiques (Objekte) in Collonges-la-Rouge in der Base Palissy des französischen Kultusministeriums